# Rommelaere Instituut

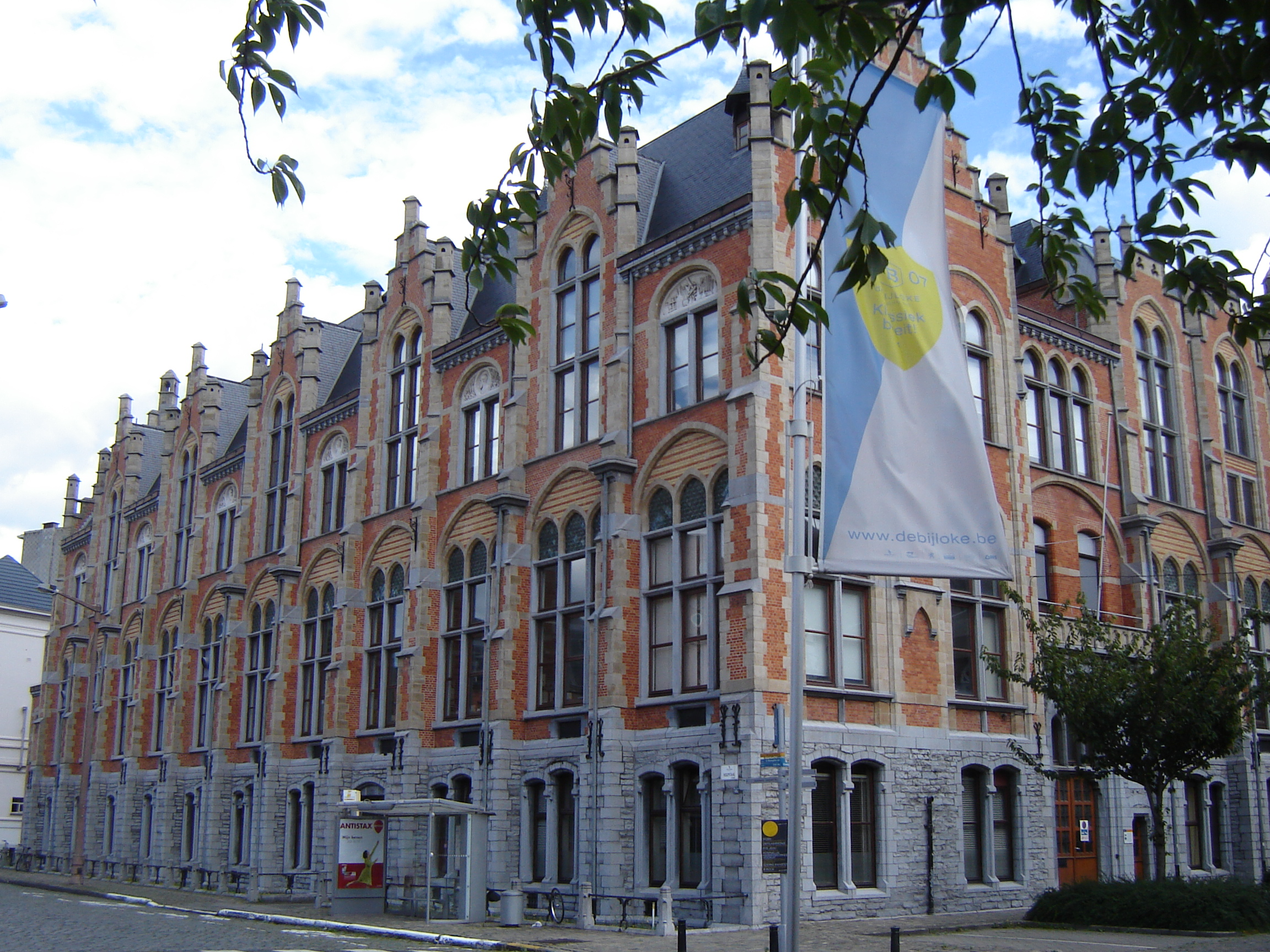
Rommelaere Instituut vanuit de Hospitaalstraat

Het Rommelaere Instituut is een neogotisch gebouw van de Universiteit Gent en huisvestte het instituut voor Hygiëne, voor Bacteriologie en voor de Gerechtelijke Geneeskunde van de Faculteit Geneeskunde. Ook het Medical Biotechnology Center van het Vlaams Instituut voor Biotechnologie VIB had op de site z'n intrek genomen, tot het verhuisde naar Zwijnaarde.
Het U-vormig gebouw werd in 1899 gerealiseerd door architect Louis Cloquet in een mengeling van Brabantse en Vlaamse neogotiek met onder andere roze baksteen, blauwe hardsteen, gele zandsteen, groen glas, natuurleien met geometrische motieven, groen en geel geglazuurde keramische vorstkammen, lantaarntjes en andere topbekroningen. Het gebouw werd in 1905 in gebruik genomen. Het complex eert de Gentenaar Guillaume "Willem" Rommelaere, arts (zelfs lijfarts van koningin Marie Henriëtte) en voormalig rector van de Université libre de Bruxelles. Een West-Vlaams zakenman, Arthur Renier, financierde een gedeelte van de bouwkost uit erkentelijkheid voor dokter Rommelaere wiens patiënt hij was. Rommelaere kreeg aldus een instituut in een concurrerende instelling. Hij zou enkel bij de inhuldiging eenmalig het gebouw betreden.
Voor de realisatie van het nieuwe complex was op de site al een laboratorium van de universiteit gevestigd, het was trouwens in dat labo dat Prof. Émile Pierre Marie Van Ermengem, microbioloog, in 1895 botulinetoxine ontdekte en de bacterie Clostridium botulinum identificeerde zodat de oorzaak van het eerder geïdentificeerde botulisme verklaard kon worden.
De westvleugel van het Rommelaere Instituut grenst aan de Hospitaalstraat, de noordvleugel aan de Apotheekstraat en de zuidvleugel aan de Prof. Jozef Kluyskensstraat. Op de binnenplaats is een paviljoen en toegang tot een meteorologische toren. De Dienst voor veiligheid en gezondheid en de bedrijfsgeneeskundige dienst van de universiteit waren er gevestigd, naast de laboratoria voor Toxicologie en gerechtelijke geneeskunde en het universitair centrum voor begeleiding en opleiding.
De universiteit van Gent liet het complex restaureren met steun van ingenieur Polet van het studiebureau Riessauw. Voor de restauratie van de ramen liet de aannemer een glazenier mondgeblazen groene glasbouwstenen maken in Falconnierglas. Het gebouw werd in 1995 erkend als onroerend erfgoed.

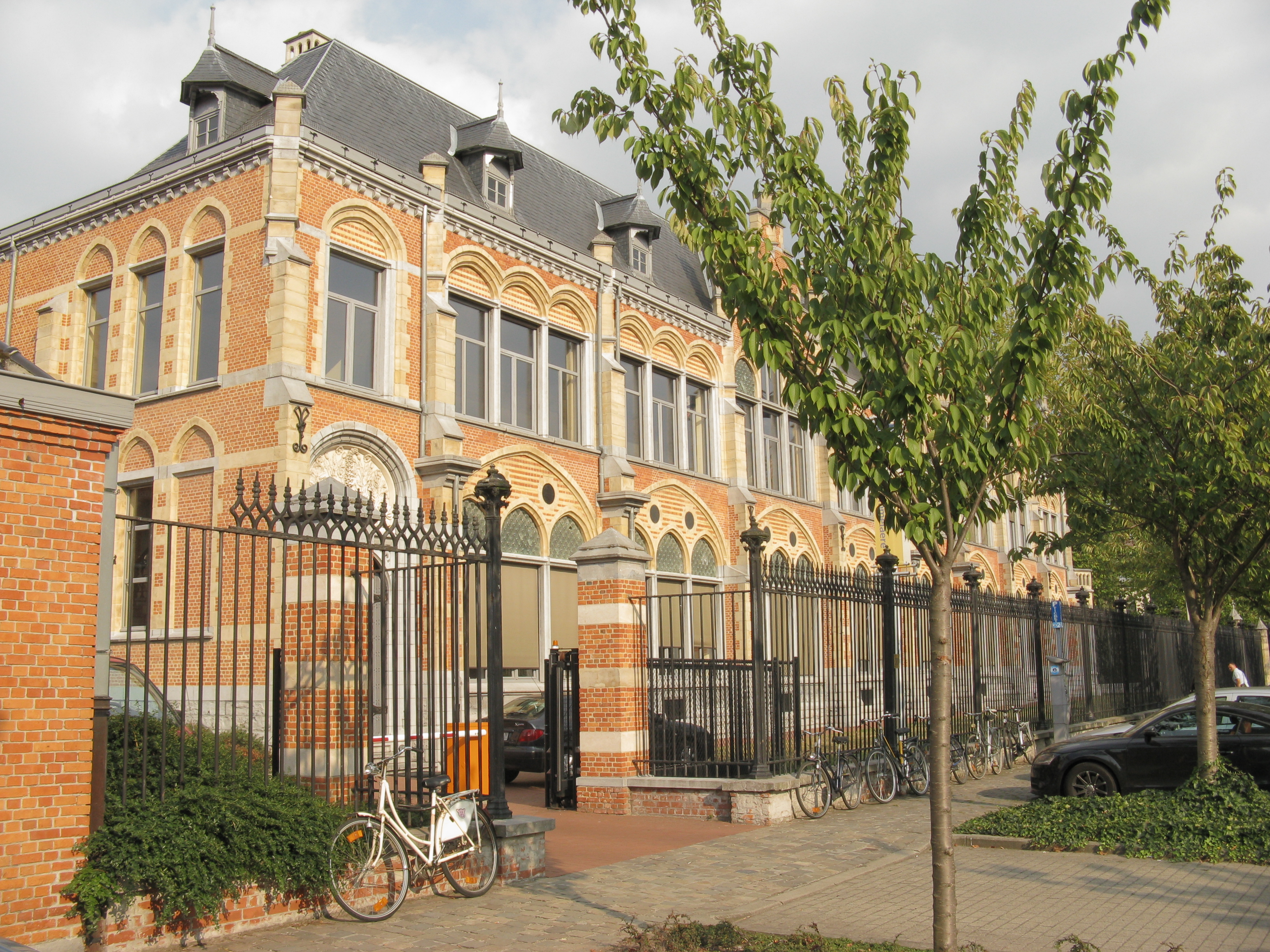
Voorgevel van het Rommelaere Instituut aan de Jozef Kluyskensstraat
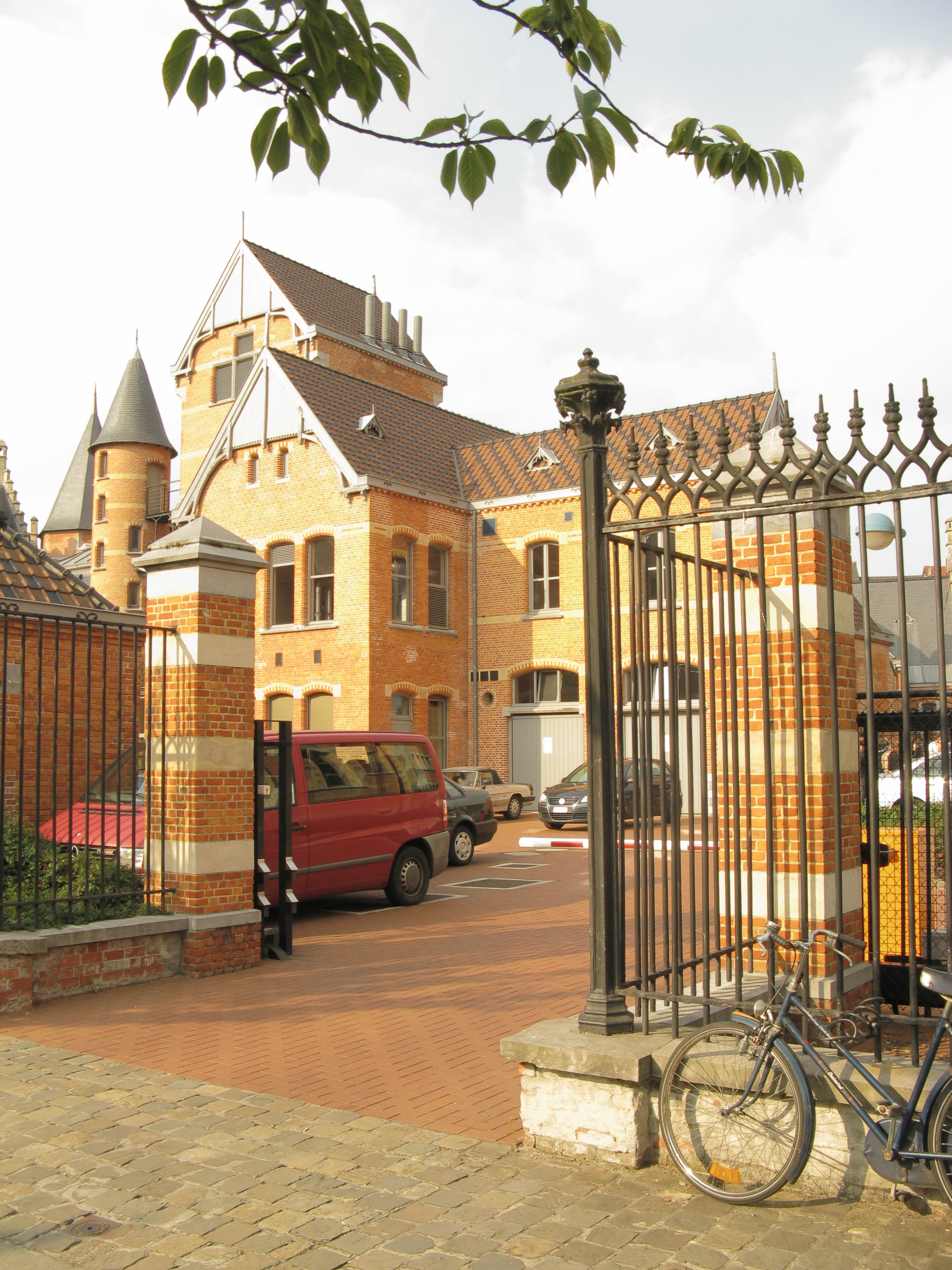
Torens van het Rommelaere Instituut zijde Jozef Kluyskensstraat
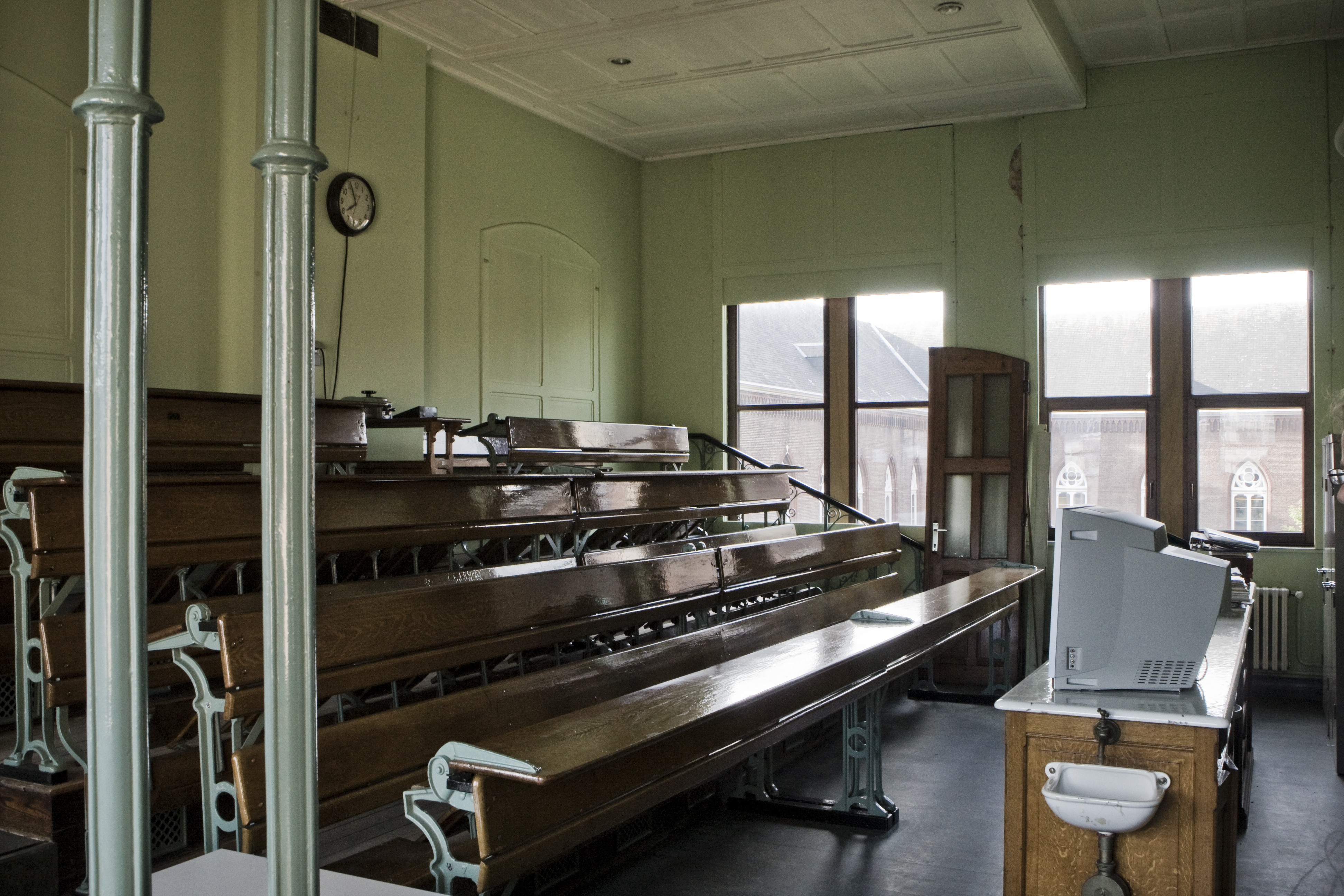
Interieur
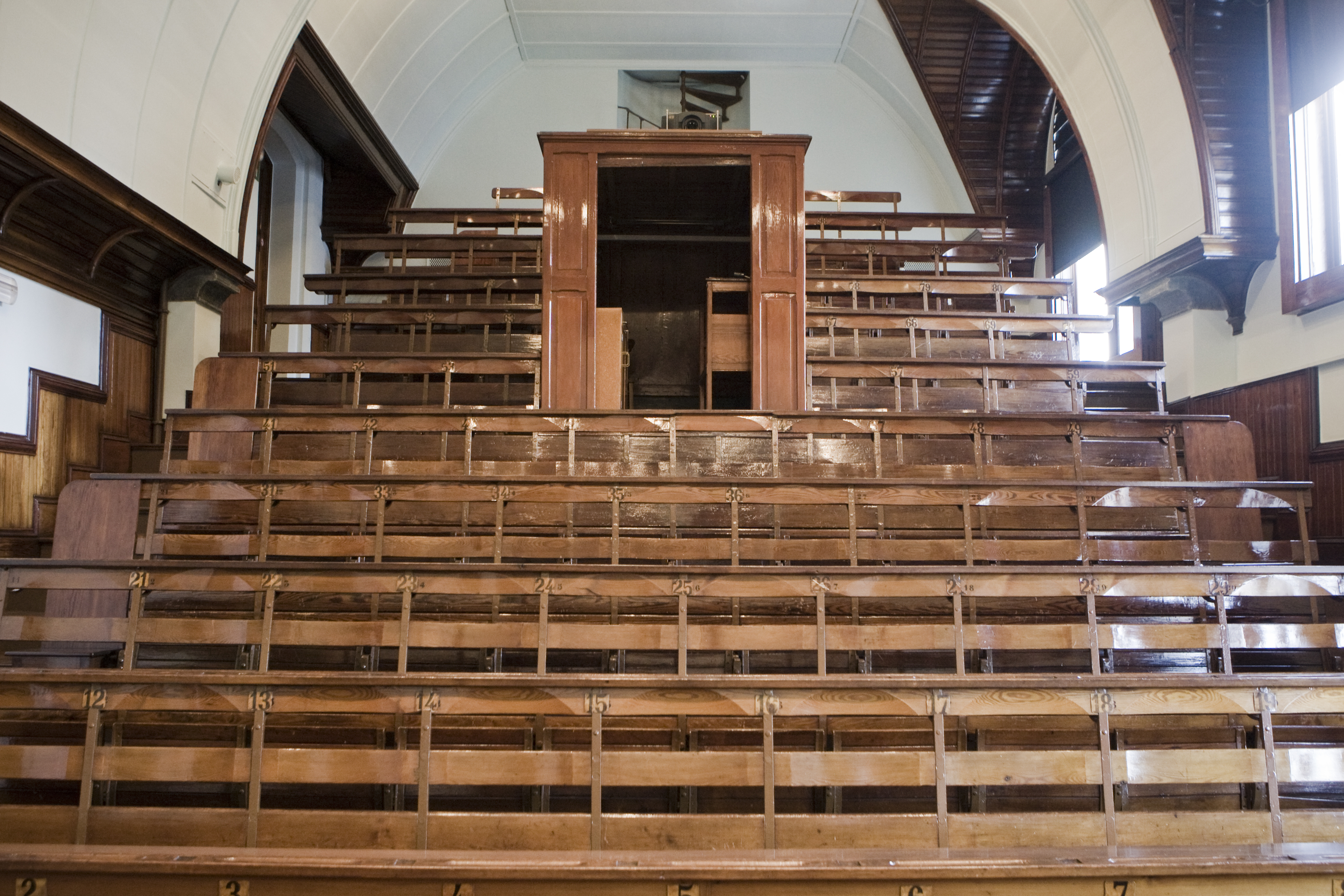
Interieur